# Limer
Limer va ser un rei de Mari, a l'antiga Mesopotàmia, una rica ciutat-estat situada al curs mitjà de l'Eufrates que controlava tot el comerç de la zona.
El seu regnat s'hauria de situar entre els anys 2520 aC i 2490 aC, segons unes cronologies, o bé entre el 2403 aC i el 2373 aC segons altres fonts. Una majoria d'historiadors coincideixen que els 19 reis de Mari que es coneixen abans de la invasió del territori per part del rei Sargon d'Accad, s'han de situar entre els anys 2700 aC i 2400 aC.
Segons les llistes de les Tauletes d'Ebla, que mencionen el reis de Mari, portava l'epítet de "Sacerdot gudug". El gudug era un sacerdot no dedicat específicament a cap divinitat i que actuava en temples diferents. Les tauletes també diuen que va succeir a Zizi, i el seu successor hauria estat Carrum-Iter (o Sharrum-Iter). Ebla, lloc on es van trobar les tauletes, era una ciutat tributària de Mari en aquella època.